# 세자르와 로잘리
《세자르와 로잘리》(프랑스어: César et Rosalie)는 프랑스 등에서 제작된 클로드 소테 감독의 1972년 영화이다. 로미 슈나이더, 이브 몽탕 등이 주연으로 출연하였고 미셸 드브로카 등이 제작에 참여하였다.

## 출연

### 주연
- 로미 슈나이더
- 이브 몽탕
- 사미 프레

### 조연
- 움베르토 오르시니
- 에바 마리아 마이네케
- 베르나르 르코크
- 기젤라 한
- 이자벨 위페르

## 제작진
- 미술: 피에르 귀프루아
- 의상: 안나리사 나살리로카